# Armand Bargas
Pour les articles homonymes, voir Bargas.

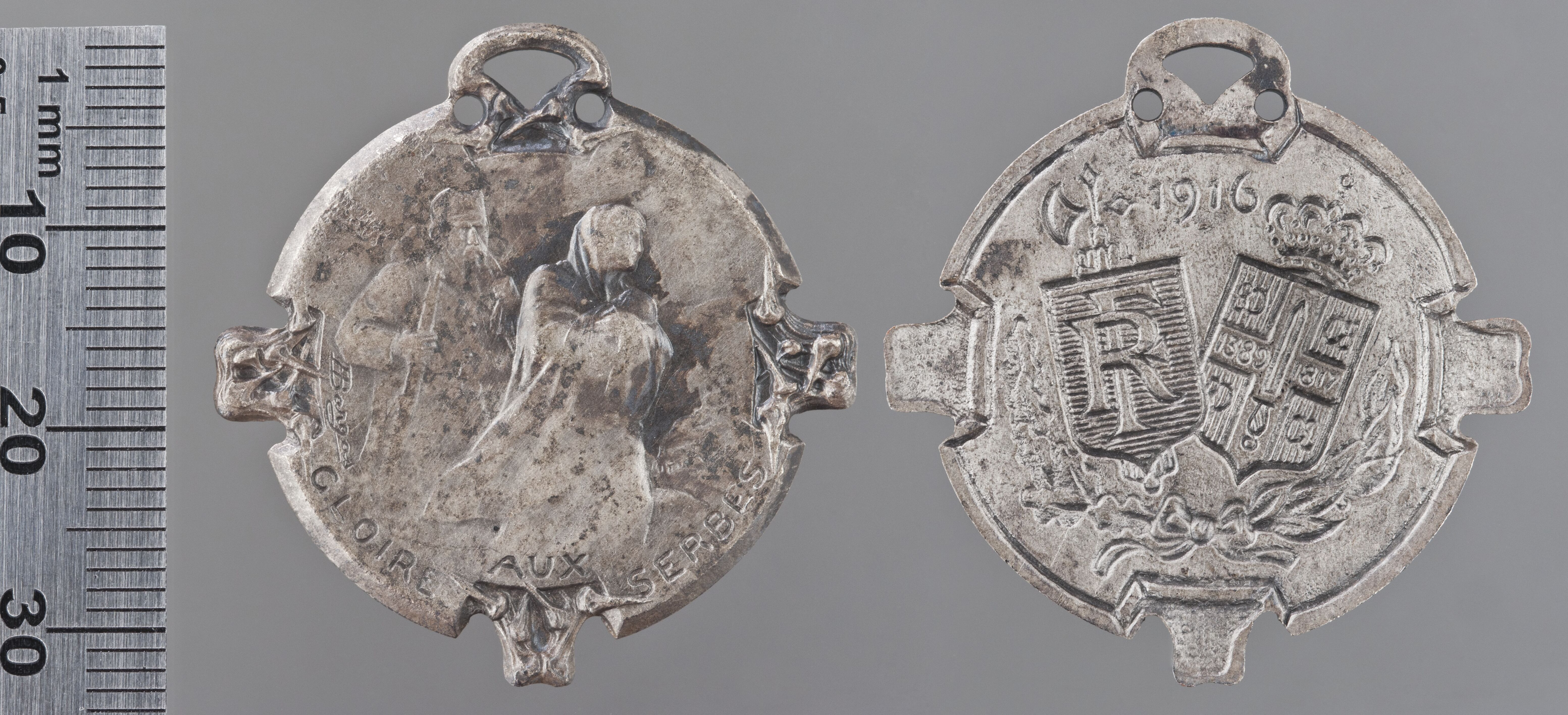
Médaille commémorative de la retraite serbe par Armand Bargas (1916).

Armand Bargas, né à Paris le 8 juin 1854 et mort à Paris 3e le 12 décembre 1941, est un graveur de médailles français.

## Biographie
Élève de Pierre-Henri Mayeux et d'Edmond Valton, il obtient en 1921 une mention honorable au Salon des artistes français.